# Christian Delafontaine
Christian Delafontaine, né en 1951, est un musicien, flûtiste, chef d'orchestre et enseignant vaudois.

## Biographie
Christian Delafontaine étudie la flûte au Conservatoire de musique de Genève dans la classe d'André Pépin et obtient un premier prix de virtuosité en 1975. L'année suivante, il est finaliste au Concours international de Montreux. Pour parachever sa formation, il suit des master class données par Alain Marion et William Bennett au Canada et effectue des tournées aux États-Unis et en Europe, comme flûte solo de l'Orchestre des Jeunesses musicales sous la direction de Leonard Bernstein.
Christian Delafontaine entre en 1977 comme flûte solo de l’Orchestre de Lucerne. Il est ensuite, durant quinze ans, flûte solo de l'orchestre Sinfonietta de Lausanne et effectue avec celui-ci des tournées en Allemagne, au Canada et en Chine. Il a également l'occasion de diriger cet ensemble lors de la fête de la musique de juin 2000. 
Cette passion pour la direction le conduit à diriger, depuis près de 25 ans, l'Orchestre de la ville d'Yverdon-les-Bains ; il débute cette activité avec le petit opéra La cambiale di matrimonio de Gioachino Rossini, au théâtre Benno Besson en 1997. Il fait en outre partie de la Commission musicale d'Yverdon-les-Bains, chargée d'organiser les concerts de la ville. 
Appréciant la musique de chambre, il donne de nombreux récitals en Russie, aux États-Unis et en Europe, avec harpe, quatuor à cordes ou piano ou encore avec l'accordéoniste russe Denis Fedorov, dans le cadre des Printemps Musicaux de La Sarraz, dans un programme mettant à l'honneur Bach, Mozart, Rossini, Verdi et Piazzolla. Christian Delafontaine a également participé à plusieurs Schubertiades ainsi qu'au Festival de musique de Castiglione del Lago en Ombrie, en 2005, 2006, 2007 et 2008 ; il donne également en 2010 un récital flûte et guitare avec Albert Pia et en 2011 avec le pianiste américain George Lopez avant d'en effectuer un, en 2013, à Rome, avec le pianiste italien Sebastiano Brusco. 
Au cours de l'été 2011, il se produit lors du Festival d'Anniviers en compagnie du trio Portici de Bruxelles puis en août 2012, dans le cadre du festival Les Riches Heures de Cluny en France, ainsi qu'en Belgique. Plus près du canton de Vaud, il donne un récital en 2012 avec le pianiste Christian Chamorel et participe au festival du Mont-musical du Mont-sur-Lausanne en janvier 2013 ainsi qu'à la Carte musicale de l'été 2012 à Yverdon-les-Bains. Enfin, depuis plus de vingt-cinq ans, avec son ami Douglas Worthen professeur de flûte à l'Université de Carbondale (IL) aux États-Unis, Christian Delafontaine organise des échanges entre ses élèves, donne de nombreux concerts en duo et des master classes au prestigieux conservatoire de Boston, ainsi que dans plusieurs villes de la côte Ouest des États-Unis. Il a été invité plusieurs fois pour des master class à l'Université de Carbondale Illinois, SIU. Christian Delafontaine a enregistré plusieurs disques, consacrés aux sonates en trio de Carl Philipp Emmanuel Bach, aux quatuors de Wolfgang Amadeus Mozart, avec le trio belge Altimonte (Gallo, 1999), aux compositeurs russes dans un disque intitulé Découvertes transcaucasiennes, avec la pianiste Marina Chapochnikova, ainsi que des pièces pour flûte et orgue à l'Abbatiale de Romainmôtier (Gallo, 2001), avec Michel Jordan. Un nouveau CD, flûte et piano, autour de Schubert et de Mendelssohn est en préparation, avec le pianiste Adalberto Maria Riva.
Christian Delafontaine enseigne la flûte et se partage entre diverses formations comme l'Orchestre de chambre de Zurich (ZKO), l'ensemble Camerata de Zurich et l'Orchestre des Festivals Strings de Lucerne.

## Sources
- « Christian Delafontaine », sur la base de données des personnalités vaudoises sur la plateforme « Patrinum » de la Bibliothèque cantonale et universitaire de Lausanne.
- Dubath, Philippe, "Mon amie la flûte a résisté aux climats extrêmes", 24 Heures, 2012/04/21, p. 22
- von Allmen, Thomas, "Plusieurs centaines d'enfants sur scène pour la Fête de la musique", 24 Heures, 2008/05/02, p. 25
- Bergeron, Steve, "Un chef suisse dirigera l'OSEMUS", La Tribune, Sherbrooke, Québec, 2009/04/03, p. 22
- "L’orchestre d'Yverdon mené à la baguette québécoise", 24 Heures, 2009/11/06, p. 32
- Pantet, Carole, "Duo romantique au temple d'Yverdon-les-Bains", 24 Heures, 2009/03/21, p. 17
- Pantet, Carole, "L'orchestre d'Yverdon joue le Magnificat de Bach", 24 Heures, 2006/05/11, p. 26
- Bergeron, Steve, "Un peu gênant pour la visite", La Tribune, Sherbrooke, Québec, 2009/04/07, p. 18
- Barraud, Emmanuel, "Sans temple, mais avec panache", 24 Heures, 2006/09/01, p. 14
- Barraud, Emmanuel, "Yverdon-les-Bains se lance à la conquête des mélomanes", 24 Heures, 2005/09/05, p. 22
- Pantet, Carole, "Les retrouvailles de l’orchestre et de l'organiste", 24 Heures, 2007/10/26, p. 23.